# Nisar Bazmi
Nisar Bazmi (* 1925 in Jalgaon, Bombay; † 22. März 2007 in Karachi) war ein pakistanischer Komponist.

## Leben
Im Alter von 13 Jahren erhielt er in Bombay Unterricht in Ragas und Instrumenten von Khan Saheb Aman Ali Khan. 1939 wurde Bazmi von All India Radio  (AIR) als Künstler engagiert. Mit seinen für das Drama Nadir Shah Durrani geschriebenen Liedern, die allesamt Radiohits wurden, erlangte Bazmi Bekanntheit und wurde daraufhin als Filmmusikkomponist für den Film Jamana Paar (1946) genommen. Bis zu seiner Ausreise nach Pakistan im Jahre 1962 schrieb Nisar Bazmi Musik zu etwa 40 Filmen in Indien, 14 weitere folgten danach in Pakistan. Zu seinen erfolgreichsten Werken dort gehören die Lieder zu Raza Mirs Film Lakhoan Mein Aik.
Während seiner Karriere in Pakistan schrieb Nisar Bazmi unter anderem Lieder für Runa Laila, Ahmed Rushdi, Noor Jehan und Mehdi Hassan. Er erhielt fünf Nigar Awards als bester Filmmusikkomponist (1968, 1970, 1972, 1979 und 1986).